# Nucinella dalli
Nucinella dalli is een tweekleppigensoort uit de familie van de Manzanellidae. De wetenschappelijke naam van de soort is voor het eerst geldig gepubliceerd in 1902 door Hedley.